# Independent Trucks
Independent Truck Company – firma produkująca trucki do deskorolek. Powstała w 1978 roku. Jej siedziba mieści się w Santa Cruz w Kalifornii. Trucki są produkowane w fabryce Ermico, w rejonie zatoki San Francisco. Na ich produktach jeżdżą tacy skaterzy jak Danny Way, Lizard King, Ryan Sheckler, Tony Trujillo, Dorien Walker, Eric Koston, Dustin Dollin, Chris Haslam, czy Rick Howard.
Współzałożycielami firmy byli: Richard Novak, Jay Shiurman, Fausto Vitello i Eric Swenson. Pierwszy raz zaprezentowano zestaw trucków "Stage 1" 23 maja, 1978 w Newark.
Logotyp firmy (wariant krzyża Cross pattée, często mylony z Krzyżem żelaznym), był zainspirowany postacią papieża Jana Pawła II, który nosił taki znak na swojej szacie liturgicznej w artykule magazynu TIME.